# 井植敏
井植 敏（いうえ さとし、1932年（昭和7年）2月28日 - ）は、日本の実業家。 三洋電機元社長。三洋電機創業者の井植歳男の長男。

## 人物・来歴
兵庫県出身（東京芝生まれ）。
1956年同志社大学工学部電気学科卒業後、三洋電機入社。1959年に東京三洋電機の設立とともに転籍し、27歳で取締役に就任する。1961年に三洋電機の取締役となり、常務、専務を経て1985年に副社長となる。
1986年、三洋電機の石油ファンヒーターにより、一酸化炭素中毒で4人が死亡するという事件が起きた。叔父で社長の井植薫は、自身を責め立て、遂にはノイローゼになり、株主総会の議事進行中に昏倒してしまう。急遽、副社長の敏が議事を務め、どうにか乗り切った。この功績もあって、同年に社長に就任した。しかし、1992年、業績悪化の責任を取って、歳男の姪と結婚していた副社長の高野泰明に社長を譲り、会長に退いた。高野は社長を引き受ける条件として、自分が三洋電機のリストラを断行するかわりに、敏にはグループ会社の経営に専念して欲しいと希望したという。
三洋電機本社から遠ざけられた敏は、三洋電機クレジットに肩入れした。三洋電機クレジットは優良ノンバンクとして高い収益を上げ、1996年に大証2部に上場して以来、7期連続で最高益を更新した。これを背景に、敏に本社の経営に復帰したいという色気が出てきた。1998年、敏は高野に引導を渡して副会長に退かせ、自らは会長に留任。忠誠心の強かった近藤定男を後継社長に指名した。ところが、2000年10月、三洋電機の太陽光発電パネルの不正表示が明るみに出て、通産大臣・平沼赳夫の怒りを買い、近藤は社長辞任に追い込まれる。後任には専務の桑野幸徳が就任した。
2004年10月、新潟県中越地震が起き、新潟三洋電子の半導体工場が壊滅的被害を受け、三洋電機は多額の損失を計上した。翌年、責任を取って桑野が社長を辞任。後任の社長には、敏の長男・井植敏雅が42歳の若さで就任。会長には、社外取締役でフリーキャスターの野中ともよが抜擢された。当然のことながら、この難局での世襲は大きな批判を浴びた。フリーキャスターの会長就任という「奇手」は、世襲を目くらましする「創業者の弾よけ」とも称された。
2006年3月、三洋電機は債務超過の危機に陥り、ゴールドマン・サックス、三井住友銀行、大和証券SMBCプリンシパル・インベストメンツに第三者割当増資を行って総額3000億円を調達した。この結果、増資を引き受けた金融3社が、議決権株式の過半数を握ることになった。三洋電機は難局を打開するため、「選択と集中」を掲げ、不採算部門売却により資金を捻出した。敏が天塩に掛けて育てた三洋電機クレジットも、2005年12月に三井住友銀行と親しいゴールドマン・サックスに330億円という安値で買い叩かれた。2007年3月、金融3社は社長の敏雅を更迭。敏も最高顧問から退いた。ここに井植家による三洋電機支配は終焉を迎えた。
2009年12月、パナソニックが三洋電機を買収して子会社化し（11年4月完全子会社）、2015年4月には、三洋電機社員はパナソニックおよびパナソニックグループ会社へ転籍した。

## 著書
- 『創造する経営　後継者の考え方』徳間文庫、1990年11月。ISBN 978-4195992074。
- 『変革への挑戦』三洋アソシエイトサポート、2003年8月。
- 岡田茂、大賀典雄、伊藤雅俊、林原健、井植敏、松原治『私の履歴書  経済人 38』日本経済新聞社、2004年。
  - 『闘うぞ勝つぞ幸せをつかむぞ 私の履歴書』日本経済新聞社、2004年9月。ISBN 978-4532311643。

### 共著
- 片山修『三洋電機よ、永遠なれ!』PHP研究所、2010年4月。ISBN 978-4569779423。

## 関連書籍
- 大西康之『三洋電機 井植敏の告白』日経BP、2006年11月。ISBN 978-4822201593。
- 大西康之『会社が消えた日 三洋電機10万人のそれから』日経BP、2014年6月。ISBN 978-4822250171。